# Goda vänner trogna grannar
Goda vänner trogna grannar är en svensk dramafilm från 1960 i regi av Torgny Anderberg. I rollerna ses bland andra Edvin Adolphson, Anita Björk och George Fant.

## Om filmen
Filmens förlaga var romanen Goda vänner, trogna grannar av Gösta Gustaf-Janson från 1955 och Gustaf-Janson kom även att skriva filmens manus. 
Inspelningen ägde rum 1960 i Svenska AB Nordisk Tonefilms ateljé i Stockholm samt i Solsidan i Saltsjöbaden. Fotograf var Max Wilén och kompositör Lennart Fors. Filmen klipptes ihop av Carl-Olov Skeppstedt och premiärvisades den 16 december samma år på biograf Sergel i Stockholm. Den var 92 minuter lång och tillåten från 15 år.

## Handling
Hugo Frejer terroriserar sin familj och omgivning med sitt otyglade humör. Detta resulterar i att frun bedrar honom med en annan man och att dottern träffar en man mot hans vilja. Hugo får till slut ge sig och tvingas acceptera dotterns pojkvän samt att hans fru fått mer råg i ryggen.

## Rollista
- Edvin Adolphson – Hugo Frejer, direktör
- Anita Björk – Yvonne, Hugo Frejers fru
- George Fant – Robert, förlagsredaktör
- Gunnel Lindblom – Margit, Roberts fru
- Sif Ruud – Dottan
- Hans Wahlgren – Tommy, Dottans son
- Mimmo Wåhlander – Lena, Frejers dotter
- Kotti Chave – Werner, konstnär
- Rose Marie Runge – hembiträdet
- Carl-Gunnar Wingård – Bredow, kamrer hos Frejer
- Sture Ström – Karl-Erik Rosenschöld
- Ivar Wahlgren – mannen på Bromma